# Northport (Michigan)
Northport is een plaats (village) in de Amerikaanse staat Michigan, en valt bestuurlijk gezien onder Leelanau County.

## Demografie
Bij de volkstelling in 2000 werd het aantal inwoners vastgesteld op 648.
In 2006 is het aantal inwoners door het United States Census Bureau geschat op 646, een daling van 2 (-0,3%).

## Geografie
Volgens het United States Census Bureau beslaat de plaats een oppervlakte van
4,3 km², geheel bestaande uit land. Northport ligt op ongeveer 185 m boven zeeniveau.

## Plaatsen in de nabije omgeving
De onderstaande figuur toont nabijgelegen plaatsen in een straal van 36 km rond Northport.